# KAWADE道の手帖
KAWADE道の手帖（かわでみちのてちょう）とは、日本の出版社である河出書房新社が、2005年から2014年までに発行したムック・レーベルである。
姉妹編のシリーズにKAWADE夢ムック（文藝別冊）がある。いくつかは増補再刊された。

## 刊行一覧
- 宮本常一 : 旅する民俗学者 佐野眞一 責任編集 2005、増補新版2013、新装版2024
- サンカ : 幻の漂泊民を探して 2005
- 西田幾多郎 : 永遠に読み返される哲学 : 没後六十年 2005
- 中村元 : 仏教の教え 人生の知恵 2005、新装版 生誕100年 2012
- ドゥルーズ : 没後10年、入門のために : Gilles Deleuze 1925-1995 2005
- 種村季弘 : ぼくたちの伯父さん : 追悼特集 2006
- 靖国問題入門 : ヤスクニの脱神話化へ 2006
- 空海 : 世界的思想としての密教 2006
- 丸山眞男 : 没後10年、民主主義の<神話>を超えて 2006
- 唐十郎 : 紅テント・ルネサンス! 2006
- 鈴木大拙 : 没後40年 2006
- ベンヤミン : 救済とアクチュアリティ 2006
- 埴谷雄高 : 新たなる黙示 2006
- 武満徹 : 没後10年、鳴り響く音楽 2006
- 長新太 : こどものくにのあなきすと 2007
- 中井英夫 : 虚実の間に生きた作家  2007
- 横尾忠則 : 画境の本懐  2008
- 小林多喜二と『蟹工船』 2008
- 倉橋由美子 : 夢幻の毒想 2008
- 安藤鶴夫 : アンツル先生の落語演芸指南 : 生誕100年記念総特集 2008
- 吉屋信子 : 黒薔薇の處女たちのために紡いだ夢 2008
- 鶴見俊輔 : いつも新しい思想家  2008
- 中島敦 : 生誕100年、永遠に越境する文学 2009
- 中平卓馬 : 来たるべき写真家 2009
- ハイデガー : 生誕120年、危機の時代の思索者 2009
- 谷川雁 : 詩人思想家、復活 2009
- マルクス『資本論』入門 : 危機の資本主義を超えるために 2009
- 尾崎(おさき)翠 : モダンガアルの偏愛 2009
- 長谷川四郎 : 生誕100年時空を超えた自由人 2009
- 鈴木しづ子 : 伝説の女性俳人を追って : 生誕90年  2009
- ヘーゲル入門 : 最も偉大な哲学に学ぶ 2010
- メルロ=ポンティ : 哲学のはじまり/はじまりの哲学  2010
- レヴィ=ストロース : 入門のために神話の彼方へ  2010
- ニーチェ入門 : 悦ばしき哲学  2010
- 田村隆一 : 20世紀詩人の肖像 : 全集刊行記念総特集 : 永久保存版  2010
- 正岡子規 : 俳句・短歌革新の日本近代 : 永久保存版  2010
- マクルーハン : 生誕100年、メディア(論)の可能性を問う 2011
- 作家と戦争 : 太平洋戦争70年 2011
- ウィトゲンシュタイン : 没後60年、ほんとうに哲学するために 2011
- 竹中労 : 没後20年・反骨のルポライター 2011
- 寺田寅彦 : いまを照らす科学者のことば 池内了 責任編集 2011
- 親鸞 : 浄土真宗の原点を知る 2011
- 吉田健一 : 生誕100年最後の文士 2012
- 大杉栄 : 日本で最も自由だった男 2012
- 深沢七郎 : 没後25年ちょっと一服、冥土の道草 2012
- 柳宗理 : 「美しさ」を暮らしの中で問い続けたデザイナー : 追悼特集 2012
- 今和次郎と考現学 : 暮らしの"今"をとらえた〈目〉と〈手〉 2013
- 石牟礼道子 : 魂の言葉、いのちの海 2013
- ドナルド・キーン : 世界に誇る日本文学者の軌跡 2014
- 谷川健一 : 越境する民俗学の巨人 : 追悼総特集 2014
- 井筒俊彦 : 言語の根源と哲学の発生 2014、増補新版2017
- 木田元 : 軽妙洒脱な反哲学 2014